# Pierre Parsus
 (janvier 2023).
Si vous disposez d'ouvrages ou d'articles de référence ou si vous connaissez des sites web de qualité traitant du thème abordé ici, merci de compléter l'article en donnant les références utiles à sa vérifiabilité et en les liant à la section « Notes et références ».
 (janvier 2023).
Pierre Parsus, né le 6 juin 1921 à Paris et mort le 1er janvier 2022 à Nîmes, est un peintre et illustrateur français.

## Biographie
En 1934, Pierre Parsus a selon ses propres termes « la révélation de la peinture et de son destin » dans un cours du soir de la Ville de Paris, grâce à un professeur et peintre, Jean-Pierre Perroud. Il passe désormais ses dimanches au musée du Louvre.
Il est reçu premier en peinture et décoration à l’École nationale supérieure des arts appliqués et des métiers d'art en 1935 à Paris. Durant trois années, il reçoit les enseignements des sculpteurs  Charles Malfray et Jacques Zwobada, de René Carrière, fils d’Eugène Carrière et des peintres Jacques Lecaron et Georges-Louis Claude. Il a pour ami le futur sculpteur René Babin et continue ses visites au Louvre.
Il découvre Paul Cézanne lors de sa rétrospective en 1935 au musée de l'Orangerie et, près de l’hôtel familial en bord de Seine lorsque s’ouvre l’Exposition universelle de 1937, il visite bouleversé une exposition de Vincent van Gogh. Il sait qu’il sera plus tard peintre dans le sud de la France.
En 1938, il suit le cours de modelage de Robert Wlérick et rencontre son futur mécène.
La Seconde Guerre mondiale déclarée en 1939, il suit une formation de chaudronnier-formeur pour l’aviation aux Arts appliqués.
Accidenté en Périgord lors de la débâcle de juin 1940, il travaille la terre à Bayac près de Lalinde pour y comprendre que la paysannerie de Jean Giono est pure création poétique. S’engage aux Compagnons de France afin de ne pas rejoindre la zone occupée.
En 1941, il est mobilisé neuf mois à Arudy (Basses-Pyrénées) aux Chantiers de jeunesse qui tiennent lieu en ce temps-là de service militaire, y réalise comme aux Compagnons de France, des décorations murales.
Libéré en 1942 des Chantiers de jeunesse, il regagne Périgueux. Avec Yves Joly, Guy Bourguignon et Georges Croses qui sera l’ami de toujours, ils créent le théâtre du berger, fidèle à l’esprit du théâtre routier de Léon Chancerel.
En mars 1943, Pierre Parsus est réquisitionné pour le Service du travail obligatoire (STO) à la Locomotiv Fabrik de Vienne en Autriche.
Fuyant Vienne cernée par les Russes, il retrouve sa famille en juin à Paris, restaure peu à peu sa santé et renoue enfin avec la peinture grâce à un mécénat privé, évoquant sur ses toiles des souvenirs de déportations et des rêves nocturnes.
C’est le temps du mouvement de la Jeune Peinture, né d’une génération opprimée. Plus tard dans son livre Pictor, Parsus dira de cette période : « L’humble lampe à pétrole, sujet obsédant pour les jeunes peintres de cette après-guerre, raconte à elle seule l’univers de régression qu’ils viennent de traverser, mais aussi l’espérance persistante dans la nuit des récentes années ».
Dès 1945, il suit l’enseignement de « l’Éveilleur » Georges Gurdjieff, auprès de Jeanne de Salzmann. Il y côtoie Pierre Schaeffer, Louis Pauwels, Yvette Étiévant, Véra Daumal, le sculpteur Etienne Martin et Marie-Madeleine Davy. Y travaillant des années, il en nourrira une grande gratitude.
Au début février 1946, il part peindre à Nîmes qui l’émerveille et y fait la rencontre mémorable du peintre fauve Auguste Chabaud. Un ami lui propose une maison, nid d’aigle proche de la tour Magne où il s’installe durablement l’été suivant lorsqu’il rencontre sa future épouse Lucette Bouchet-Delluc.
En novembre 1947, il expose au Salon de moins de trente ans. Le critique d’art Gaston Diehl le qualifie pour concourir au prix de la Jeune Peinture. René Huyghe soutient son envoi et lui écrit ses encouragements.
En février 1949, le succès de sa première exposition particulière, galerie Jean Pascaud à Paris, le qualifie pour le prix de la Critique parmi les quinze meilleures expositions de l’année.
De 1950 à 1952, participant aux luttes de la Jeune peinture, dont Paul Rebeyrolle est le chef de file, il multiplie les expositions à Paris et à Nîmes où il vit et peint désormais. Il s'installe cinq mois durant chez son ami Bernard Kruger, au domaine de Saint-Michel près d'Aimargues.
En novembre 1952, un jury parisien réuni au musée d'Art moderne de la ville de Paris lui décerne le prix de la villa Abd-el-Tif qui l'envoie pour deux années dans un palais mauresque dominant la rade d’Alger. Avant ce départ, le peintre expose 35 toiles à Paris, galerie du Faubourg-Saint-Honoré.
Il arrive à la villa Abd-el-Tif avec son épouse le 31 décembre 1952. C’est un éblouissement qui, de 1953 à juin 1955, engendre une période de création intense entre Alger, Tipasa, la Basse et Haute Kabylie, Biskra. Il y découvre selon ses mots « La couleur-musique et le Sacré de l’Orient », rencontre et se lie d’amitié avec Jean Amrouche, Jean Cénac et l’éditeur Charlot. Des toiles sont acquises par le musée national des Beaux-Arts d'Alger, par les villes d’Alger et de Tipasa. Il revient d’Algérie très marqué intérieurement par la guerre qui commence à la Toussaint 1954.
Reprenant les expositions particulières à Paris, Pierre Parsus remporte en 1957 le prix Fénéon, décerné par un jury où siègent Louis Aragon, Jules Supervielle, André Chastel, Georges Besson, Marie Dormoy et le recteur Jean Sarrailh. La même année, il reçoit le prix René Cottet (le prix du Salon des orientalistes) et est élu sociétaire du Salon d’automne pour une toile peinte lors d’un séjour à Malaga en 1955 au retour d’Alger.
En février 1958, Lucette et Pierre Parsus quittent Nîmes et la tour Magne pour s’installer à Remoulins au bord du Gardon près du Pont-du-Gard.
En 1960, il entreprend de peindre sur le thème des Géorgiques de Virgile. Jean Giono en est informé, il invite le peintre à Manosque et préface son exposition à Marseille en 1963.
Avec Lucette, il acquiert une demeure à Castillon-du-Gard.
En 1968, le père Jean Thibon lui commande les onze verrières, le tabernacle et l’autel de l’église Saint-Joseph-des-Trois-Piliers au nord de Nîmes, conçue par l’architecte André Planque. Les vitraux représentant les grandes visions du christianisme ainsi que le tabernacle seront sculptés, gravés et peints dans l’altuglas, matériau totalement nouveau à l’époque, tandis que l’autel sera peint à fresque.
Il réalise en 1969 avec François Rouan, un cadran solaire monumental de 1 700 m2, au sol de la faculté de l'université Montpellier-II. Victor Vasarely puis son fils Yvaral en assumeront l’accompagnement vertical tandis que Philippe Jaulmes et Jean-Claude Deshom en seront les architectes.
En 1971, les Éditions du Grésivaudan, à Grenoble, lui commandent 16 lithographies pour le roman Regain de Jean Giono. À la suite du succès de cette publication, le même éditeur lui demande en 1972 d’illustrer par 32 lithographies l’œuvre poétique de Georges Brassens préfacée par Bernard Clavel. L’inauguration de l’ouvrage aura lieu le 13 décembre 1974 à l’atelier de lithographie Grapholith à Paris en présence de Brassens, de ses amis sétois, de Bernard Clavel et du Tout-Paris de la chanson. Les épreuves des lithographies seront longtemps exposées au musée Paul-Valéry de Sète. Cet ouvrage édités en « grand luxe » sera par la suite réédité en « demi luxe ».
Parsus collabore en 1977 avec la galerie Gorosane, rue du Faubourg-Saint-Honoré à Paris. Il y donnera plusieurs expositions particulières jusqu’à sa rupture avec cette galerie en 1986.
En 1979, il reçoit la médaille d’or du festival international d’Art plastique du Hainaut (Belgique).
En avril 1983, une importante rétrospective de son œuvre a lieu au Cellier de Clairvaux, à Dijon. En vingt ans le peintre a profondément évolué, le vitrail, les illustrations d’œuvres littéraires ont révélé son imaginaire ainsi que le monde des mythes et des symboles que le travail devant la nature lui voilait. Depuis 1974, son intérêt pour le paysage a faibli tandis que celui pour la présence humaine, son mystère, son aura, l’accapare. Il aborde des sujets tels que « Le Phénix », « Le Diable et le Bon Dieu », « Le Lupanar de Dieu », « Golgotha » afin de dire en grand format une transcendance, un « Sacré rédempteur ».
Après l’État français entre 1949 et 1953, la Ville de Paris et le musée de Nîmes, le musée d’Alès, le musée de Mouscron en Belgique acquièrent ses œuvres. Le musée de Bagnols-sur-Cèze acquiert Le Jumeau céleste, d’esprit religieux, en 1987.
À partir de 1988, il se manifeste dans des expositions particulières à Washington aux États-Unis, puis à New-York en 1990 ainsi qu’à Nîmes en 1995.
Son épouse meurt le 19 novembre 1997.
En 1999, il expose 90 toiles en hommage à Lucette au musée du Colombier d'Alès. À cette époque paraît son Carnet d’atelier aux Éditions Mémoire vivante à Paris.
En novembre 2000, à l'occasion de l'inauguration de la salle Henri d'Estienne sur la peinture orientaliste au musée de Narbonne, Pierre Parsus fait le don de trois de ses œuvres issues de son séjour à Alger : Femmes Kabyles de retour du marché (huile sur toile, 64,6x65,9), Paysage de Kabylie (huile sur toile, 50x64,8) et À Biskra (huile sur toile, 27,1x35,1).
En 2003, la Ville de Nîmes lui commande un grand tableau destiné au musée taurin, qui servira d’affiche pour la  Feria de Nîmes. À cette occasion, Parsus acquiert une toile d’Auguste Chabaud, l’offre à Nîmes, ville natale du grand peintre, et expose douze toiles au  Carré d’Art, médiathèque de la cité, sur le thème de Mithra et le Minotaure. Cette même année, il fait paraître à compte d’auteur L'art singulier, ouvrage illustré, préfacé par Alain Girard. Pictor, ouvrage publié lui aussi à compte d’auteur, suivra en 2009 et aura pour sujet la vocation.
En 2011 est créée l’Association Pierre et Lucette Parsus.
En septembre 2014, le  musée de Bagnol-sur-Cèze accueille cinq toiles importantes de Parsus, tandis que cinq autres toiles rejoignent les collections du musée d’Art sacré de Pont-Saint-Esprit.
Pierre Parsus porte depuis 50 ans beaucoup d'intérêt au tableau d'Enguerrand Quarton, Le Couronnement de la Vierge, œuvre de 1453 conservée au musée Pierre-de-Luxembourg à Villeneuve-lès-Avignon, dont il veut donner une nouvelle lecture. En 2015, Henri-Pierre Aberlenc réalise un film à ce sujet : Pierre Parsus et le Couronnement de la Vierge d'Enguerrand Quarton.
Du 24 mars au 15 octobre 2017, une rétrospective intitulée « Du figuratif au sacré, du visuel à la vision » est consacrée à l'artiste dans la salle d'exposition Jean-Luc Fiches du Pont-du-Gard dont le commissaire officiel est Christian Vayrette. Elle présente 83 œuvres et accueillera 80 000 visiteurs.
En avril 2017, à l'occasion de cet événement, paraît un portfolio du journal Le Monde : « Pierre Parsus. Peindre est un chemin vers l'ailleurs, une transcendance »
Le catalogue de la rétrospective paraît en juillet 2017, préfacé par Patrick Malavieille, président de l'EPEC du Pont-du-Gard, vice-président du département du Gard, délégué à la culture et Alain Girard, conservateur en chef du Patrimoine, directeur honoraire de la conservation départementale des musées du Gard.
En mai 2017 a été projeté au musée du Pont-du-Gard le film Peindre l'invisible de Raymond Achilli, un portrait de Pierre Parsus en 26 minutes.
Octobre 2017 verra l'acquisition par le musée Pierre-de-Luxembourg de sa toile du Couronnement de la Vierge.
Fin 2017, parmi les nombreux échos à la récente rétrospective figurent l'évocation de cet événement sur le site Giono et les peintres, ainsi qu'une communication de Michel Belin à l'Académie de Nîmes : Apollinaire et Parsus, deux artistes de Nîmes.
En juin 2018, Raymond Achilli réalise un nouveau développement de son film Peindre l'invisible, portrait de Pierre Parsus, artiste-peintre en le portant à 52 minutes.
En août 2019, paraît le livre d'artiste Que voyez-vous Monsieur qui est l'histoire d'un peintre dont la création des vitraux de l'église Saint-Joseph des Trois-Piliers à Nîmes, en 1968, réveille l'imaginaire et le sens du sacré, alors qu'il peignait jusqu'alors chevalet posé devant la nature, le réel.
Cette évolution spirituelle et picturale, l'intérêt pour l'alchimie, mettent Pierre Parsus sur le chemin du retable d'Enguerrand Quarton : le Couronnement de la Vierge, œuvre avec laquelle il entame une contemplation de 40 années. Jalonnant cette période naissent alors de nombreuses études et deux grandes toiles (acquises par le musée d'Art sacré de Pont-Saint-Esprit) explorant ce sujet.
Aujourd'hui, le peintre estime le moment venu de dévoiler entièrement sa vision du tableau, comme si le retable d'Enguerrand Quarton, cinq siècles après sa création, avait encore le pouvoir d'instaurer un dialogue entre deux peintres et de confier son message.
En accord avec Goethe disant : « Ce que je n'ai pas dessiné, je ne l'ai pas vu », Parsus explore le retable le pinceau à la main pour y déceler, désigner, dessiner et peindre à sa façon dans 50 planches, des figures et symboles alchimiques liés aux écrits de la Kabale, à la Bible et au culte catholique, formulant ainsi une lecture ésotérique du retable jusqu'à maintenant très peu explorée des historiens dont l'intérêt s'était surtout porté vers l'aspect exotérique de l'œuvre, c'est-à-dire immédiatement compréhensible de tous.
Le livre se complète d'un grand dialogue richement documenté entre le peintre et l'historien Christian Vayrette permettant au lecteur d'aborder des savoirs oubliés, notamment l'alchimie, qui s'affirme au long de l'ouvrage comme une quête intérieure cheminant par étapes à travers la matière.
Le 28 septembre 2019, au Paraïs, la maison de Jean Giono à Manosque, dans le cadre du festival des Correspondances, a été présentée Arsule et Panturle, œuvre peinte en 2018, offerte par Pierre Parsus à l'Association des amis de Giono, exposée en permanence dans le salon du Paraïs.
D'octobre 2019 à février 2020, eu lieu une grande exposition au musée des Civilisations de l'Europe et de la Méditerranée (Mucem) pour le cinquantenaire de la disparition de Giono, où figura La jeune femme aux cerises, toile offerte par le peintre à Jean Giono après l'exposition Les Géorgiques.
Le musée Auguste Chabaud à Graveson organise une exposition de l'oeuvre de Pierre Parsus de février à mai 2022.

## Récompenses
- Prix Abd-el-Tif en 1952.
- prix Fénéon en 1957, avec Françoise Salmon et Gabriel Godard.
- Prix René Cottet en 1957.
- Médaille d'or au Festival international d'Art plastique du Hainaut en 1979.

## Publications
- Pierre Parsus, Carnets d'atelier N°6, Paris/Aigues-vives, Éd. Mémoire Vivante-Paris, 1998, 102 p. (ISBN 2-903011-20-6).
- Pierre Parsus (préf. Alain Girard, conservateur en chef du Patrimoine, directeur de la conservation des musées du Gard), L'Art singulier, Castillon-du-Gard, Pierre Parsus (à compte d'auteur), décembre 2005, Imprimerie CIAM-Langlade éd., 264 p. (ISBN 2-9525512-0-0). — Livre d'art.
- Pierre Parsus, Pictor, Pierre Parsus (à compte d'auteur), 2009, Imprimerie CIAM-Langlade éd., 360 p. (ISBN 978-2-9525512-1-2).  — Autobiographie.
- Rétrospective Pierre Parsus 2017 au Pont-du-Gard, à compte d'auteur, 160 p.  (ISBN 978-2-9525512-3-6).
- Pierre Parsus (préf. Aude de Keros et Henri-Pierre Aberlenc), Que voyez-vous Monsieur ?, Pierre Parsus (à compte d'auteur). 224 p.  (ISBN 978-2-9525512-4-3).